# Adolf Marschall von Bieberstein

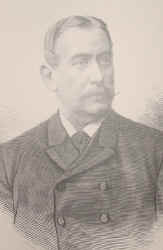
Adolf Marschall von Bieberstein.

Adolf Freiherr Marschall von Bieberstein (Karlsruhe, 12 de octubre de 1842-Badenweiler, 24 de septiembre de 1912) fue un político alemán que de 1890 a 1897 sirvió de secretario de Estado del Ministerio de Asuntos Exteriores del Imperio alemán.

## Orígenes y estudios
El padre de Marschall von Bieberstein, Augustus Marschall von Bieberstein, era chambelán de la corte del gran duque de Baden; su madre era la baronesa von Falkenstein. Adolf nació en Karlsruhe, 12 de octubre de 1842. Estudió en el gimnasio de Fráncfort del Meno, y luego, de 1861 a 1864 en las universidades de Friburgo y Heidelberg, donde se formó en Derecho. Ingresó en la Corps Suevia, una Studentenverbindung (asociación estudiantil).

## Primeros cargos
Tras concluir sus estudios, emprendió la carrera de empleado público, primero como fiscal en Mosbach. Su carrera política principió en 1875 con su ingreso en la Cámara de Baden; de 1878 a 1881 fue también diputado en el Reichstag por el Partido Conservador Alemán. Al comienzo respaldó a Bismarck, pero luego pasó a la oposición, cuando el canciller se acercó a los conservadores a partir de 1879. Entre 1883 y 1890 Marschall von Bieberstein fue el emisario del gran duque de Baden en Berlín, y participó en la destitución de Bismarck en 1890.

## Secretario de Estado de Asuntos Exteriores
En 1890 sustituyó a Herbert von Bismarck en la Secretaría de Asuntos Exteriores, en el Gobierno que presidía el sucesor de Otto von Bismarck, Leo von Caprivi. El rechazo del asesoramiento de von Bismarck originó la enemistad entre este y von Bieberstein y el surgimiento de una campaña de prensa en contra del nuevo secretario de Estado. Von Bieberstein respaldó la política conciliatoria de Caprivi, que pretendía mejorar las relaciones con el Reino Unido mediante la firma de acuerdos comerciales, entre otras medidas. Tras el relevo de Caprivi en 1894, von Bieberstein le sustituyó como ministro de Asuntos Exteriores de Prusia, al tiempo que mantenía el puesto de secretario de Estado en el Gobierno del nuevo canciller Chlodwig zu Hohenlohe-Schillingsfürst.
Von Bieberstein tuvo cada vez más roces con el emperador, Guillermo II, que deseaba desempeñar un papel más destacado en la política exterior imperial. Se granjeó además la enemistad del Partido Agrario al propugnar la reducción de los aranceles que se cobraba al maíz importado. En junio de 1897, se lo relevó de sus dos cargos, que pasaron a manos de Bernhard von Bülow.

## Embajador en la corte otomana
Se lo destinó entonces a Constantinopla como embajador, puesto que desempeñó casi quince años. En calidad de tal, trató de estrechar las relaciones entre Alemania y el Imperio otomano mediante la colaboración económica con este. La construcción del ferrocarril de Bagdad fue una de las medidas claves en este sentido. Merced a los esfuerzos de von Bieberstein, el tendido de la nueva línea se encargó a un consorcio fundamentalmente alemán. Von Bieberstein gozaba de gran influencia con el sultán, que consideraba a Alemania como la potencia menos amenazadora para su imperio.
Representó a Alemania en las Conferencias de La Haya de 1899 y 1907. Partidario de la expansión de la marina de guerra imperial, se opuso con firmeza y éxito a cualquier limitación de los armamentos.

## Últimos cargos y muerte
En mayo de 1912, poco antes de su fallecimiento, se lo nombró embajador en Londres, con la misión de mejorar las tensas relaciones entre el Reino Unido y el imperio. Murió, sin embargo, poco después de tomar posesión del puesto, el 24 de septiembre de 1912, en Badenweiler, adonde se había retirado enfermo.